# Jim Thorpe
Jacobus Franciscus "Jim" Thorpe (en kikapú: Wa-Tho-Huk, que significa "Un Camino Iluminado por una Gran Luz") (28 de mayo de 1887 - 28 de marzo de 1953) fue un atleta estadounidense. Es considerado uno de los atletas más versátiles en el deporte moderno: ganó medallas de oro olímpicas en las pruebas de pentatlón y decatlón, además de jugar al fútbol americano, béisbol y baloncesto a nivel universitario y profesional. Perdió sus títulos olímpicos tras descubrirse que había cobrado por jugar dos temporadas en ligas menores de béisbol antes de competir en los Juegos Olímpicos, violando las reglas del estatuto del  amateurismo vigentes en aquel momento.
Thorpe era de ascendencia indígena americana e inmigrante europea. Criado en la nación Sac y Fox en Oklahoma, fue llamado Wa-Tho-Huk, traducido como "Un Camino Iluminado por una Gran Luz". Jugó en varios equipos de jugadores amerindios a lo largo de su carrera, y visitó pequeños pueblos rurales  como jugador profesional de baloncesto con un equipo compuesto enteramente por indígenas nativos estadounidenses.
En 1950 fue nombrado el atleta más grande de la primera mitad del siglo XX en Estados Unidos por Associated Press (AP); en 1999 la propia AP le colocó como tercero en la lista de los mejores atletas del país en todo el siglo XX.
Su carrera deportiva profesional terminó en los años de la Gran Depresión, lo que le dificultó el ganarse la vida. Trabajó en ocupaciones poco usuales, viviendo sus años finales en la pobreza, sufriendo de alcoholismo crónico. En 1983, treinta años después de su muerte, el Comité Olímpico Internacional (COI) le devolvió sus títulos olímpicos.

## Primeros años
La información acerca del nacimiento, nombre completo y antecedentes étnicos de Thorpe varían ampliamente.  Nació en el llamado "Territorio Indio", pero no se ha encontrado ningún acta o certificado que confirme los datos de su nacimiento. La opinión generalizada es que nació el 28 de mayo de 1888 cerca del pueblo de Prague, Oklahoma. Su nombre aparece como "Jacobus Franciscus Thorpe" en su certificado de bautismo. 
Sus padres eran de ascendencia mestiza. Su padre, Hiram Thorpe, era hijo de un padre irlandés y madre perteneciente a la nación nativa Sac y Fox, mientras que su madre, Charlotte Vieux, era hija de un padre francés y madre potawatomi (descendiente del jefe Louis Vieux). Fue criado como un integrante de la nación Sac y Fox y su nombre en lengua sac - fox era Wa-Tho-Huk, traducido como "Un camino iluminado por un gran relámpago" o de manera más sencilla "Sendero Brillante". Como era costumbre de los Sac y Fox, recibió el nombre por un suceso que ocurrió durante su nacimiento, en su caso fue que la luz del Sol iluminó el sendero que dirigía hacia la cabaña donde nació. La madre de Thorpe era católica y crio al niño dentro de su fe, la cual mantuvo a lo largo de su vida adulta.
Junto con su hermano gemelo, Charlie, Thorpe asistió al Sac and Fox Indian Agency School de Stroud, Oklahoma. Charlie le ayudó en la escuela, pero murió de neumonía cuando tenía nueve años de edad. Thorpe no pudo asimilar muy bien la muerte de su hermano, por lo que huyó de la escuela en varias ocasiones. Hiram Thorpe entonces lo envió a la Haskell Indian Nations University, en Lawrence, Kansas, para que no huyera de nuevo. Cuando su madre murió por complicaciones de parto dos años después, cayó en una depresión profunda. Después de varias discusiones con su padre, huyó de la escuela para trabajar en un rancho de caballos.
En 1904, regresó con su padre y decidió asistir a la Carlisle Indian Industrial School en Carlisle, Pensilvania. Fue entrenado por Glenn Scobey "Pop" Warner, uno de los entrenadores de mayor influencia en la era temprana del fútbol americano y tuvo como compañero de universidad a William (Lone Star) Dietz. Más tarde, ese mismo año, Hiram Thorpe murió de septicemia generalizada (envenenamiento de la sangre) debido a la gangrena de la cual resultó infectado después de un accidente de cacería. Decidió nuevamente dejar los estudios, y regresó a trabajar en granjas durante algunos años para regresar después a Carlisle, donde comenzó su carrera atlética.

## Carrera amateur

### Carrera universitaria

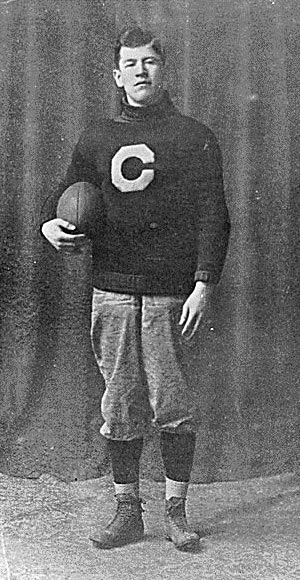
Thorpe con su uniforme de la escuela Carlisle Indian Industrial School, alrededor de 1909.

Se dice que Thorpe comenzó su carrera atlética en Carlisle en 1907, cuando paseaba por la pista de atletismo y venció a los saltadores de altura de la escuela con un salto improvisado de 1.75 m. mientras vestía ropa de calle.  El atletismo no fue el único deporte en el que participó en dicho lugar; también compitió en fútbol americano, béisbol, baloncesto, lacrosse, natación, hockey sobre hielo, boxeo, tenis, arquería e incluso en baile de salón, ganando el campeonato intercolegial de esta actividad de 1912.  Se dice que Pop Warner se mostraba reticente a permitir que su estrella del atletismo participara en un juego de tanto contacto físico como el fútbol americano. Sin embargo, lo convenció  para que le permitiera correr algunas jugadas en contra del equipo defensivo de la escuela; Warner dio por hecho que sería derribado fácilmente y renunciaría a la idea de jugar fútbol americano.  Thorpe "corrió pasando alrededor y a través de ellos no una, sino dos veces". Se dirigió hacia donde estaba Warner y le dijo, "Nadie va a derribar a Jim," mientras le devolvía el balón.
Thorpe ganó la atención a nivel nacional en Estados Unidos por primera ocasión en 1911. Jugando como running back, defensive back, placekicker y punter para el equipo de la escuela, anotó todos los puntos del equipo (cuatro goles de campo y un touchdown), sorprendiendo a Harvard por marcador de dieciocho a quince. Su equipo terminó con marca de once a uno.
Al año siguiente, dirigió a Carlisle al Campeonato Nacional Universitario, anotando veinticinco touchdowns y un total de 198 puntos. La marca de 1912 de la escuela Carlisle incluyó una victoria por veintisiete a seis sobre el equipo elitista militar de Army. En ese partido, un touchdown de Thorpe de 92 yardas fue nulificado por una falta de uno de sus propios compañeros de equipo; en la siguiente jugada, Thorpe anotó otro touchdown, este de 97 yardas.
El futuro Presidente Dwight Eisenhower (que jugó en su contra en esa temporada) le recordó en un discurso en 1961: 

"Aquí y allá, hay personas que son dotadas de manera suprema. Mi memoria regresa a Jim Thorpe. Nunca practicó en su vida, y podía hacer lo que fuera mejor que cualquier otro jugador de fútbol americano que jamás vi."

Fue seleccionado All-America tanto en 1911 como 1912 por Walter Camp.
El fútbol americano era (y siguió siendo) el deporte favorito de Thorpe. Solamente compitió de forma esporádica en atletismo. A pesar de todo, el atletismo se convertiría en el deporte por el que ganaría más fama.

### Carrera olímpica
Para los Juegos Olímpicos de 1912 celebrados en Estocolmo, Suecia, dos nuevas disciplinas multi-eventos se incluyeron en el programa, el pentatlón y el decatlón. La prueba de pentatlón estaba basada en el antiguo evento griego, la cual se había organizado en los Juegos Intercalados de 1906.  La edición de 1912 consistiría del salto de longitud, el lanzamiento de jabalina, los doscientos metros, el lanzamiento de disco y los mil quinientos metros. 
El decatlón, tal como se lo conoce actualmente era un evento completamente nuevo en el atletismo y se incluyó por primera vez en estos Juegos Olímpicos, a pesar de que había sido practicado en encuentros atléticos en Estados Unidos desde la década de 1880 y una nueva versión había sido presentada en el programa de los Juegos Olímpicos de 1904. Los eventos del nuevo decatlón eran ligeramente diferentes de la versión estadounidense. Ambos eventos parecían apropiados para Thorpe, quien era tan versátil que él solo había representado a Carlisle en varios encuentros atléticos. Podía correr las cien yardas en diez segundos exactos, las 220 en 21,8, las 440 en 51,8, las 880 en 1:57, la milla en 4:35; las ciento veinte yardas con vallas altas en quince segundos, y las 220 yardas con vallas bajas en veinticuatro. En el salto de longitud podía alcanzar los 7,16 m y en el salto de altura 1,95 m. Además, podía alcanzar los 3,35 m en el salto con garrocha (o salto con pértiga), los 14,25 m en el lanzamiento de peso, los 49,68 m en lanzamiento de jabalina y los 41,45 m en el lanzamiento de disco.
Entró en las pruebas para calificar en el equipo olímpico de los Estados Unidos tanto para pentatlón como decatlón.  Fácilmente calificó, ganando tres eventos, y fue colocado dentro del equipo de pentatlón, el cual también incluía al futuro presidente del Comité Olímpico Internacional Avery Brundage. Solo había unos cuantos candidatos para el equipo de decatlón y las pruebas fueron canceladas. 
Thorpe participaría en su primer y  único decatlón olímpico. El récord olímpico que impuso de 8.413 puntos no sería superado en casi dos décadas.
El calendario de competencias en los Juegos Olímpicos estaba atestado. Junto con el decatlón  y el pentatlón, también participó en las competencias de salto de longitud y de altura. El primer evento programado fue el pentatlón. Finalmente, dominó la prueba, ganando cuatro eventos. Terminó en tercer lugar en lanzamiento de jabalina, un evento en el que no había competido antes de 1912, además ganó la medalla de oro en el pentatlón.
Ese mismo día, logró clasificar para la final de salto de altura, terminando en cuarto lugar; finalizó en el séptimo lugar en la prueba del salto de longitud. El último evento fue el decatlón, donde le esperaba una fuerte competencia de parte del favorito local, Hugo Wieslander. Sin embargo venció fácilmente a Wieslander, finalizando con una ventaja de casi setecientos puntos por encima de éste. Terminó colocado entre los mejores cuatro participantes en todos los diez eventos. En conjunto, de los quince eventos individuales de las dos competencias, logró ganar ocho de ellas.
Como era costumbre en esa época, las medallas eran entregadas a los atletas durante la ceremonia de clausura de los juegos. Junto con las dos medallas de oro, recibió otros dos premios, los cuales fueron donados por el Rey Gustavo V de Suecia para el decatlón y el Zar Nicolás II de Rusia para el pentatlón. Varias fuentes relatan que cuando Thorpe estaba recibiendo su premio, el Rey Gustavo le dijo, "Usted, señor, es el más grande atleta en el mundo," a lo que humildemente contestó, "Gracias, Rey."
Su éxito no pasó desapercibido en los Estados Unidos, y fue honrado con un desfile en Broadway. Más tarde recordaría: "Oí a la gente gritando mi nombre, y no podía entender como una sola persona podía tener tantos amigos."
Aparte de su aparición en atletismo, Thorpe también participó en uno de los dos juegos de exhibición de béisbol sostenidos en los Juegos Olímpicos de 1912, que presentaron a dos equipos compuestos por participantes de las pruebas de atletismo del equipo olímpico de Estados Unidos. No era la primera vez que Thorpe agarraba un bate, como se conocería muy pronto.

### Controversia por amateurismo

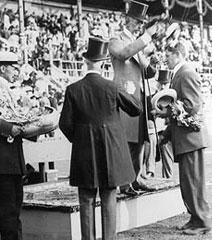
Jim Thorpe recibiendo una de sus medallas de oro en 1912.

En 1913, las estrictas reglas relativas al amateurismo eran forzosas para los atletas que participaban en los Juegos Olímpicos. Los atletas que recibían premios monetarios por competir, que eran maestros de educación física, o que habían competido previamente en contra de atletas profesionales, no eran considerados amateurs y no se les permitía competir en los Juegos Olímpicos.
A finales de enero de 1913, periódicos de Estados Unidos publicaron reportajes asegurando que Thorpe había jugado béisbol de forma profesional. No se sabe de manera fehaciente qué periódico fue el primero en publicar ese reportaje, pero Thorpe sí había jugado béisbol profesional en la liga Eastern Carolina League para Rocky Mount, Carolina del Norte en 1909 y 1910, recibiendo pagos magros; supuestamente con pagos tan bajos como dos dólares por juego hasta treinta y cinco dólares por semana. De hecho, muchos jugadores universitarios regularmente pasaban el verano jugando profesionalmente, pero la mayoría (al contrario de Thorpe), usaban varios alias.
A pesar de que al público en general parecía no estar interesado en el pasado de Thorpe, la Amateur Athletic Union (AAU) y específicamente su secretario James E. Sullivan, tomaron el caso muy seriamente.  Thorpe escribió una carta a Sullivan, en la cual admitió haber jugado béisbol profesional:

...Espero ser parcialmente perdonado por el hecho de que yo simplemente era un muchacho indio y no sabía nada de estas cosas. De hecho, yo no sabía que estaba haciendo algo malo, ya que solo estaba haciendo lo que muchos otros universitarios habían hecho, excepto que ellos no usaron sus nombres...

La carta no ayudó a la causa de Thorpe. La AAU decidió retirarle retroactivamente el estatus de amateur y se le pidió al Comité Olímpico Internacional (COI) que hiciera lo mismo.  Más tarde en ese año, el COI decidió de manera unánime despojar a Thorpe de todos sus títulos, medallas y premios olímpicos y lo declararon como profesional. 
A pesar de que Thorpe ciertamente había jugado por dinero, tanto la AAU como el COI no siguieron las reglas para una descalificación.  El reglamento para los Juegos Olímpicos de 1912 establecía que las protestas debían ser hechas "dentro de un margen de treinta días a partir de la ceremonia de clausura de los juegos" pero el primer reportaje publicado en un periódico no apareció hasta enero de 1913, cerca de seis meses después de la conclusión de los juegos en Estocolmo. Sin embargo, los oficiales del AAU y el COI desconocían esta regla o decidieron ignorarla. Hay evidencias de que el estatus "amateur" de Thorpe había sido cuestionado mucho antes de los Juegos Olímpicos, pero la AAU había ignorado el asunto hasta que fue confrontada con el mismo en 1913.
El único lado positivo para Thorpe después de la controversia es que, en cuanto fue declarado como "deportista profesional", empezó a recibir variadas ofertas de clubes profesionales para contratarle, ya de modo abierto y público.

## Carrera profesional

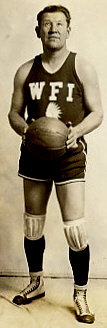
Foto de Thorpe con su uniforme del equipo de baloncesto "World-Famous Indians".

### La agencia libre, los New York Giants y una gira mundial
Declarado como agente libre, Jim Thorpe pudo escoger para qué equipo de béisbol quería jugar. Declinó una oferta como jugador titular con los Saint Louis Browns para ser jugador de reserva con los New York Giants. Firmó con ellos el día 2 de febrero de 1913 por tres años y un salario de seis mil dólares. Uno de los beneficios inmediatos de unirse a este equipo llegó en octubre, cuando los Giants se unieron con los Chicago White Sox para una gira mundial. Visitando pequeños pueblos rurales a lo largo de Estados Unidos y después alrededor del mundo, Thorpe fue la estrella incuestionable de esa gira. Ayudó a atraer más publicidad y a vender más boletos a donde quiera que se presentaban los dos equipos. La gira incluyó juegos en distintas ciudades como Yokohama, Hong Kong, Manila, Melbourne, Colombo, El Cairo, Roma, París y Londres. Entre los  momentos más significativos de esa gira se incluyen los encuentros con el Papa Pío X y con el último jedive de Egipto, Abbas II Hilmi, además de jugar en Londres ante veinte mil personas con el Rey Jorge V entre el público asistente. En su visita a Roma, Thorpe fue filmado luchando con otro jugador de béisbol en el suelo del Coliseo. Desafortunadamente, no existe copia alguna de esa película.
Después de regresar de esa gira, jugó esporádicamente con los Giants como jardinero por tres temporadas. Después de jugar en las ligas menores con los Milwaukee Brewers en 1916, regresó a los Giants en 1917 pero fue vendido el 23 de abril a los Cincinnati Reds. El 2 de mayo  en el Wrigley Field, en  medio del "doble juego sin hit" entre Fred Toney de los Reds y Hippo Vaughn de los Chicago Cubs, Thorpe entró con la carrera ganadora en el décimo inning. El 18 de agosto fue regresado a los Giants. De nuevo jugó esporádicamente para este equipo en 1918 y fue cambiado a los Boston Braves el 21 de mayo de 1919 por Pat Ragan. Durante su carrera profesional como beisbolista tuvo las siguientes estadísticas: 91 carreras anotadas, 82 carreras impulsadas y un porcentaje de bateo de 0,252 en 289 juegos. Continuó jugando béisbol con equipos de ligas menores hasta 1922.

### Fútbol americano y baloncesto

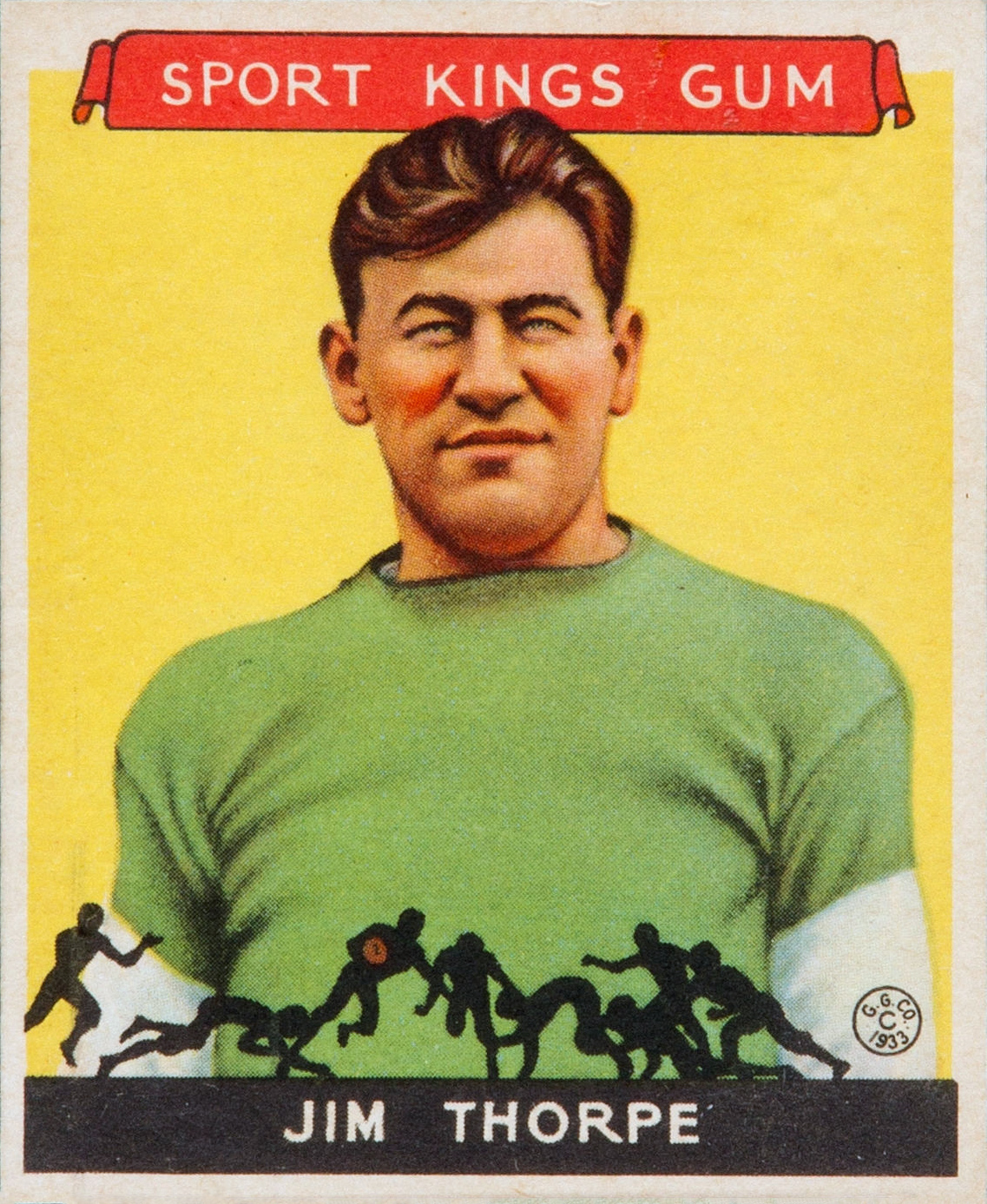
Tarjeta coleccionable de Thorpe impresa en 1933.

Jamás abandonó el fútbol americano. En 1915 firmó con los Canton Bulldogs por un salario de doscientos cincuenta dólares por juego, un sueldo considerable para esa época. Antes de que firmara con Canton, ese equipo promediaba mil doscientos aficionados por juego; ocho mil personas abarrotaron el estadio de los Bulldogs en su debut. Los Bulldogs ganaron los títulos de "campeones mundiales" en 1916, 1917 y 1919 aunque nunca han sido considerados como oficiales. Se dice que Thorpe aseguró el juego de campeonato de 1919 con una patada de despeje de noventa y cinco yardas (ayudado por el viento), desde la yarda cinco de su propio campo de juego, dejando el juego completamente fuera del alcance del equipo contrario en este caso el eterno rival de Canton, los Massillon Tigers. En 1920, los Bulldogs fueron uno de los catorce equipos fundadores de la American Professional Football Association (APFA), la cual sería conocida como la National Football League (NFL) dos años después. Fue el primer presidente nominal de la APFA; sin embargo, pasó casi todo el año jugando para Canton y un año después fue reemplazado por Joseph Carr. Continuó con el equipo de Canton en dos puestos diferentes, jugador y entrenador en jefe. Entre 1921 y 1923 jugó para los Oorang Indians, un equipo formado únicamente con jugadores indígenas nativos estadounidenses. A pesar de terminar con marcas de tres partidos ganados y seis perdidos en la temporada de 1922, y un partido ganado y diez perdidos en la temporada de 1923, Thorpe jugó bien y fue seleccionado al primer equipo All-NFL en 1923.
Thorpe nunca jugó en un equipo competitivo para poder aspirar al campeonato de la NFL. Se retiró del fútbol americano profesional a los 41 años de edad, habiendo jugado 52 partidos para seis equipos diferentes desde 1920 hasta 1928. Su último partido en la NFL fue con los entonces llamados Chicago Cardinals (los actuales Arizona Cardinals). 
Thorpe continuó activo en el ámbito deportivo. En 1926 era la atracción principal de los "World-Famous Indians" en LaRue, Ohio, patrocinando equipos ambulantes de fútbol americano, baloncesto y béisbol.  Un boleto descubierto en 2005 dentro de un viejo libro trajo a la luz su carrera en el baloncesto. "Jim Thorpe y sus World-Famous Indians" viajaron por al menos por dos años (1927 y 1928) en partes de los estados de Nueva York, Pensilvania y Ohio. Este período de su vida no está bien documentado a pesar de que fueron impresas y publicadas en periódicos, tarjetas postales y muchas fotografías de Thorpe vistiendo su uniforme de baloncesto.  Hasta 2005 la mayor parte de sus biógrafos no estaban enterados acerca de su carrera deportiva en el baloncesto.

## Vida privada y muerte

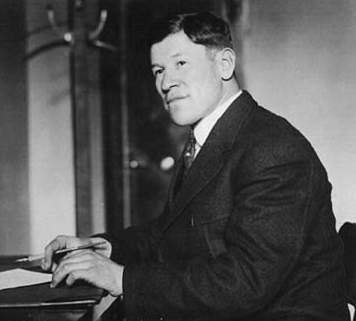
Jim Thorpe.

En 1913, Thorpe se casó con Iva Miller, a quien conoció en Carlisle, tuvieron cuatro hijos: Jim Jr. (murió a los dos años de edad), Gale, Charlotte y Grace. Grace murió en 2008. En sus últimos años Thorpe fue un alcohólico crónico. Miller solicitó el divorcio en 1925, aduciendo abandono.
En 1926 se casó con Freeda V. Kirkpatrick (19 de septiembre de 1905 - 2 de marzo de 2007) ya que la había conocido cuando trabajaba como mánager del equipo de béisbol con el que jugaba en esos años. Tuvieron cuatro hijos: Carl, William, Richard y John.  William, Richard y John "Jack" siguieron con su madre, quien se divorció de su padre en 1941 después de 15 años de matrimonio. 
Después del final de su carrera deportiva, Thorpe tuvo dificultades para mantener a su familia. Encontró muy difícil trabajar fuera del ámbito deportivo y jamás pudo mantener un empleo por un período extenso. Tuvo varios empleos en particular durante la Gran Depresión; entre otros como extra en numerosas películas desde la década de 1930 hasta la década de 1950 del siglo XX, usualmente actuando como doctor, explorador, vagabundo, jugador de fútbol americano, pirata, beisbolista, convicto o como jefe o cacique indio en Westerns. Pero también trabajó en la industria de la construcción cavando zanjas, como vigilante de seguridad y brevemente se unió a la Marina Mercante de los Estados Unidos en 1945.
En los años que abarcó la década de 1950, Thorpe estaba sumido en la pobreza.  Cuando fue hospitalizado por cáncer de labio en 1950, fue admitido como un caso de caridad. En una conferencia de prensa para anunciar la cirugía, la esposa de Thorpe lloró e imploró por ayuda, diciendo: "Estamos quebrados.... Jim no tiene nada, solo su nombre y sus recuerdos. Ha gastado mucho dinero en su propio pueblo y lo han dejado solo. Ha sido explotado constantemente." A comienzo de 1953 sufrió su tercer ataque cardíaco mientras comía con su tercera esposa, Patricia Askew, en la casa rodante en la que vivían en Lomita, California. Fue revivido brevemente por medio de respiración artificial, y fue capaz de hablar con aquellas personas a su alrededor pero poco después perdió la conciencia y murió el 28 de marzo de 1953.

## Racismo
Los logros de Thorpe ocurrieron en un período de racismo e inequidad racial en Estados Unidos. Se ha sugerido frecuentemente que fue despojado de sus medallas olímpicas por causa de su etnicidad. Cuando ganó sus medallas olímpicas, no todos los indígenas estadounidenses eran considerados como ciudadanos de Estados Unidos. En alguna ocasión, el Gobierno de Estados Unidos habría querido que los indígenas estadounidenses hicieran algunas concesiones para recibir tal reconocimiento. En 1924 se les concedió una doble ciudadanía.
Mientras asistía a Carlisle, su etnicidad y la de otros estudiantes fue abiertamente usada como una herramienta de publicidad. Se hizo un reportaje conectando sus proezas con el estereotipo racial de los indígenas estadounidenses como fieros guerreros. Una fotografía del equipo de fútbol americano de 1911 enfatizó la separación racial entre los atletas. En la inscripción se leía, "1911, Indios 18, Harvard 15." Adicionalmente, la escuela frecuentemente categorizaba las competencias deportivas para enfrentar a los indios en contra de los blancos. En los encabezados de los periódicos se leían cosas como "Indios Escalparon a Army por 27-6" o "Jim Thorpe está incontrolable", las cuales hacían un juego periodístico de la naturaleza indígena del equipo de fútbol americano de Carlisle.  La primera noticia acerca de Thorpe en el The New York Times tenía el encabezado "Indio Thorpe en Olimpiada; Piel Roja de Carlisle Competirá por Lugar en el Equipo Estadounidense"; sus talentos fueron descritos en contextos raciales similares por otros periódicos y cronistas deportivos a lo largo de toda su vida.

## Legado
Cuando su tercera esposa, Patricia, escuchó que un pequeño pueblo de Pensilvania llamado Mauch Chunk estaba buscando desesperadamente una manera de atraer negocios, ella llegó a un acuerdo con el pueblo.  Mauch Chunk compró los restos de Thorpe, erigió un monumento y cambió el nombre del pueblo en su honor (Jim Thorpe, Pensilvania), a pesar de que Thorpe jamás había visitado ese pueblo. Un monumento en su honor que guarda sus restos se encuentra en la plaza de la población, con la cita del Rey Gustavo V. Thorpe también recibió gran aclamación por parte de la prensa. En 1950, una encuesta de Associated Press de cerca de cuatrocientos cronistas y reporteros deportivos lo seleccionaron como el atleta más grande de la primera mitad del siglo XX en los Estados Unidos. En 1999, Associated Press lo ubicó como tercero en su lista de los mejores atletas del siglo XX, solo detrás de Babe Ruth y  Michael Jordan. ESPN lo ubicó como el séptimo mejor atleta en su lista de los mejores atletas estadounidenses del siglo XX.
En adición a lo anterior, el 27 de mayo de 1999, la Cámara de Representantes de los Estados Unidos autorizó la resolución 198 honrando a Jim Thorpe como el "Atleta del Siglo de los Estados Unidos".
En 1950, Associated Press lo nombró el "jugador más grande de fútbol americano" de la primera mitad del siglo XX. Fue seleccionado para ser miembro del Salón de la Fama del Fútbol Americano Profesional en 1963.  Está inmortalizado en la rotonda del Salón de la Fama con una estatua suya de tamaño natural. Es miembro del Salón de la Fama del Fútbol Americano Universitario desde 1951. Es miembro de los Salones de la Fama de los equipos olímpicos de los Estados Unidos y las competencias nacionales de atletismo de Estados Unidos. En 1986, la Asociación Jim Thorpe estableció un premio en su nombre. El Premio Jim Thorpe es entregado de forma anual al mejor defensive back en el fútbol americano universitario. 
Thorpe fue inmortalizado en la película Jim Thorpe—All-American (1951) protagonizada por Burt Lancaster y dirigida por Michael Curtiz (quien también dirigió Casablanca). A pesar de que fue incluido como consultor en los créditos finales, no ganó dinero por la película.  Ya había vendido los derechos de la misma a la MGM en 1931 (por mil quinientos dólares). La película llamada Man of Bronze fue estrenada en Reino Unido, e incluía metraje de archivo de los Juegos Olímpicos de 1912 y del banquete en el que fue honrado en los Juegos Olímpicos de 1932. 

### Preseas olímpicas restituidas
Al pasar de los años, varios grupos de apoyo intentaron, en su favor, que sus títulos olímpicos le fueran restituidos. Funcionarios olímpicos de Estados Unidos, incluido el excompañero de Thorpe, Avery Brundage, rechazaron varios de esos intentos, quien mencionó que "La ignorancia no es pretexto." Fueron más persistentes Robert Wheeler y Florence Ridlon. Lograron que la  AAU y el Comité Olímpico Estadounidense revocaran sus decisiones y le reintegraron su estatus como amateur, el cual poseía antes de 1913.
En 1982, Wheeler y Ridlon establecieron la Fundación Jim Thorpe y ganaron el apoyo del Congreso de los Estados Unidos.  Armados con este apoyo y con evidencias de que su descalificación había ocurrido fuera de la regla de los "treinta días", lograron llevar el caso al COI. 
Durante una reunión del Comité Ejecutivo del COI en Lausana, Suiza el 13 de octubre de 1982, Juan Antonio Samaranch hizo la propuesta de la restitución de las medallas de Thorpe, la cual fue aprobada de manera unánime. En un fallo inusual, declararon que ahora era co-campeón junto con Ferdinand Bie y Hugo Wieslander, a pesar de que ambos atletas siempre dijeron que ellos lo consideraban como el único campeón.  El 18 de enero de 1983 en una ceremonia celebrada en la ciudad de Los Ángeles, California, a la cual asistieron dos de los hijos de Thorpe, Gale y Bill, se les entregaron las medallas conmemorativas. Las medallas originales de Thorpe terminaron en museos pero ambas fueron robadas y continúan desaparecidas.

## Estadísticas
| Canton Bulldogs                            | 1920 | 9 |
| Cleveland Tigers                           | 1921 | 5 |
| Oorang Indians                             | 1922 | 5 |
| Oorang Indians                             | 1923 | 9 |
| Rock Island Independents                   | 1924 | 9 |
| Rock Island Independents / New York Giants | 1925 | 5 |
| Canton Bulldogs                            | 1926 | 9 |
| Chicago Cardinals                          | 1928 | 1 |
| Total: 52 partidos profesionales           |      |   |

| Predecesor: Ninguno | Presidente de la NFL 1920 | Sucesor: Joseph Carr |